# Héctor Scarone
Héctor Pedro Scarone (Montevideo, 1898. november 26. – Montevideo, 1967. április 4.) olimpiai és világbajnok uruguayi válogatott labdarúgó, edző.
Az uruguayi válogatott tagjaként részt vett az 1930-as világbajnokságon, az 1924. és az 1928. évi nyári olimpiai játékokon illetve az 1917-es, az 1919-es, az 1923-as, az 1924-es, az 1926-os, az 1927-es és az 1929-es Dél-amerikai bajnokságon.

## Sikerei, díjai
Nacional
- Uruguayi bajnok (8): 1916, 1917, 1919, 1920, 1922, 1923, 1924, 1934

Barcelona
- Spanyol kupagyőztes (1): 1926

Uruguay
- Világbajnok (1): 1930
- Dél-amerikai bajnok (4): 1917, 1923, 1924, 1926
- Olimpiai bajnok (2): 1924, 1928